# Gaurotina pulchra
Gaurotina pulchra är en skalbaggsart som beskrevs av Holzschuh 1991. Gaurotina pulchra ingår i släktet Gaurotina och familjen långhorningar. Inga underarter finns listade i Catalogue of Life.